# Kane Tanaka
Kane Tanaka (Vilarejo de Wajiro, 2 de janeiro de 1903 — Fukuoka, 19 de abril de 2022) foi uma supercentenária japonesa. Foi a pessoa viva mais velha do mundo desde a morte de Chiyo Miyako verificada pelo Gerontology Research Group; detém também o título de segunda mais velha da história (superada por Jeanne Calment); e também a mais velha da Ásia. Ela residia na Prefeitura de Fukuoka, local da sua morte.
Seu marido era Hideo Tanaka. Na década de 1970, Tanaka visitou os Estados Unidos, onde tinha vários sobrinhos e sobrinhas. Ficou viúva após um casamento que durou 71 anos, de 1922 a 1993. Kane Tanaka converteu-se ao cristianismo por influência de missionários americanos.
Quando Kane já tinha 107 anos, seu filho escreveu um livro sobre ela. O livro fala sobre sua vida e sua longevidade. Kane Tanaka usava um andador e vivia numa casa de repouso. Ela adorava escrever poesia e relembrar-se das suas viagens aos Estados Unidos. Gostava de jogar Othello e resolver problemas de aritmética. Ela atribuiu sua longevidade à sua família e esperança.
A japonesa foi convocada para levar a tocha olímpica em maio de 2021, em Shime, Fukuoka. Se tivesse cumprido essa tarefa, o que não aconteceu devido a receios relacionados com a pandemia de COVID-19 no Japão, teria sido a pessoa mais velha de sempre a fazer parte desse percurso simbólico, pois nessa altura, Tanaka tinha 118 anos e quatro meses de idade.
Em 2 de janeiro de 2021, Kane Tanaka tornou-se a primeira supercentenária válida do século XXI a completar 118 anos; e em 2 de janeiro de 2022, a primeira a completar 119 anos. Ela morreu em 19 de abril de 2022, aos 119 anos e 107 dias de idade.